# Związek gmin Burg-Sankt Michaelisdonn
Związek gmin Burg-Sankt Michaelisdonn (niem. Amt Burg-Sankt Michaelisdonn) – związek gmin w Niemczech w kraju związkowym Szlezwik-Holsztyn, w powiecie Dithmarschen. Siedziba związku gmin znajduje się w miejscowości Burg (Dithmarschen).
W skład związku gmin wchodzi 14 gmin:
1. Averlak
2. Brickeln
3. Buchholz
4. Burg (Dithmarschen)
5. Dingen
6. Eddelak
7. Eggstedt
8. Frestedt
9. Großenrade
10. Hochdonn
11. Kuden
12. Quickborn
13. Sankt Michaelisdonn
14. Süderhastedt